# Nomen ambiguum
Nomen ambiguum is een term uit de zoölogische taxonomie. Het betreft hier een officiële binominale naam van een diersoort die zo lang door verschillende auteurs in verschillende betekenissen is gebruikt dat het een blijvende oorzaak van fout en verwarring ("dubbelzinnige naam") is geworden.
nomen ambiguum · nomen conservandum · nomen correctum · nomen dubium · nomen oblitum · nomen novum · nomen nudum
 homoniem · protoniem · synoniem (dierkunde)